# Стварни живот
„Стварни живот” (фр. La Vie matérielle) збирка је кратких прозних текстова француске књижевнице Маргерит Дирас. Књига је објављена 1987. Текстови су настали тако што је Дирас снимала своје разговоре са пријатељем Жеромом Божуром на магнетофону, а потом је те разговоре писмено обликовала у виду мањих, тематски заокружених текстова. Тематско-мотивски регистар је разнолик; од најинтимнијих исповести и размишљања о прошлом животу, преко аутопоетичких разматрања сопственог стваралаштва до есејистичких записа о сексуалности, Паризу и питању шта је дом. Стил књиге је карактеристичан за њену последњу фазу стваралаштва и карактеришу га кратке реченице, понављање исказа и блискост усменом монологу. Књигу је на српски језик превела Нада Бојић.

## Радња
Књига се, не рачунајући предговор, састоји из 46 кратка поглавља. Ова књига није у потпуности ни аутобиографија, ни дневник, ни књига есеја, иако се приближава сваком до ових жанрова. Маргерит Дирас у предговору истиче: Ова књига нема почетка ни краја, нема ни средине. Самим тим што не постоји безразложна књига, ова књига и није књига. Није ни дневник, није ни новинарство, она је ослобођена свакодневног догађаја.
Велики број прозних целина је исповедног карактера. У њима Дирас прича о својим љубавницима, сексуалним искуствима које је доживела још као девојчица, кинеском љубавнику, сећању на мајку, упознавању са Јаном Андреасом, младићем хомосексуалне оријентације са којим је провела своју старост, алкохолизму и алкохолним кризама које су се завршавале делиријумима и комом. Поједини текстови садрже кратке белешке о њеним познаницима: Ролану Барту, Жан-Лују Бароу, Мишелу Леирису, Мадлени Рено, Мишелу Фукоу и другима. Такође, Дирас говори о својим књижевним делима и филмовима, њиховој рецепцији, коментарише своје јунакиње и есејистички разматра теме присутне у њеном стваралаштву, попут сексуалности, мајчинства и питања шта је дом.